# Services sociaux du Hezbollah
 (avril 2024).
Les services sociaux du Hezbollah libanais se présentent comme un « mouvement des déshérités » et leur ascendant sur la population chiite, traditionnellement une des communautés les plus pauvres du Liban, vient en partie des services sociaux qu'il assure, financés par les donations des chiites du Liban, du Hezbollah, de la diaspora chiite et de l'Iran. Ces services jouent un rôle important dans la propagande et le soutien aux familles des partisans et combattants du mouvement.  
Ils dépendent financièrement directement du Hezbollah (arabe : حزب الله ḥizbu-llāh, « Parti d'Allah »), aussi appelé le Parti de Dieu, Ce parti politique religieux et un groupe paramilitaire islamiste chiite libanais. Ses activités paramilitaires sont supervisées par le Conseil central du djihad. L'organisation est parfois qualifiée de « djihadiste chiite ». Si le Hezbollah est classé organisation terroriste par de nombreux États, le Liban conteste cependant cette qualification.

## Rôle social du mouvement

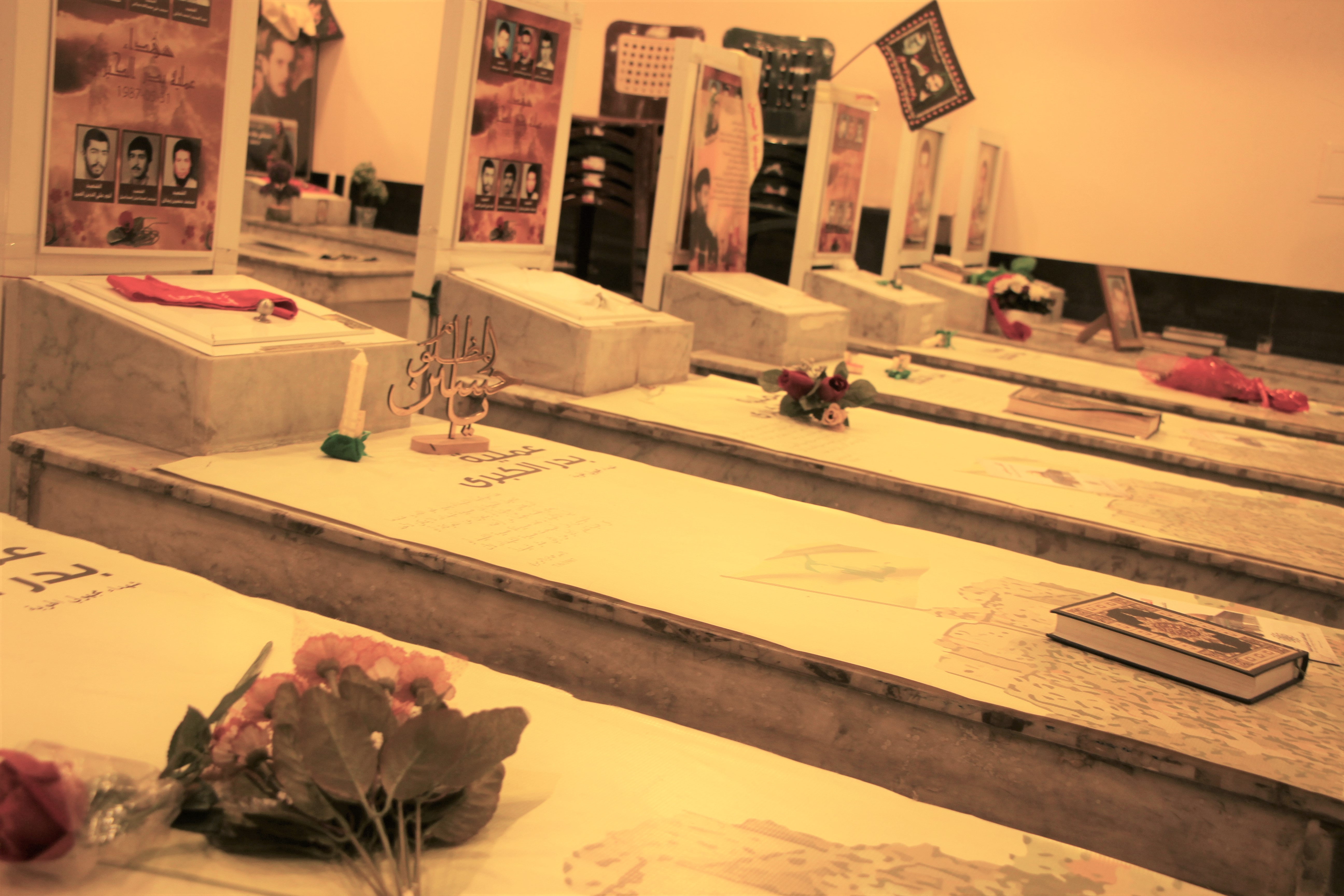
Mausolée de combattants du Hezbollah (Rawdat al-Shahidain) dans la banlieue sud de Beyrouth en décembre 2017.

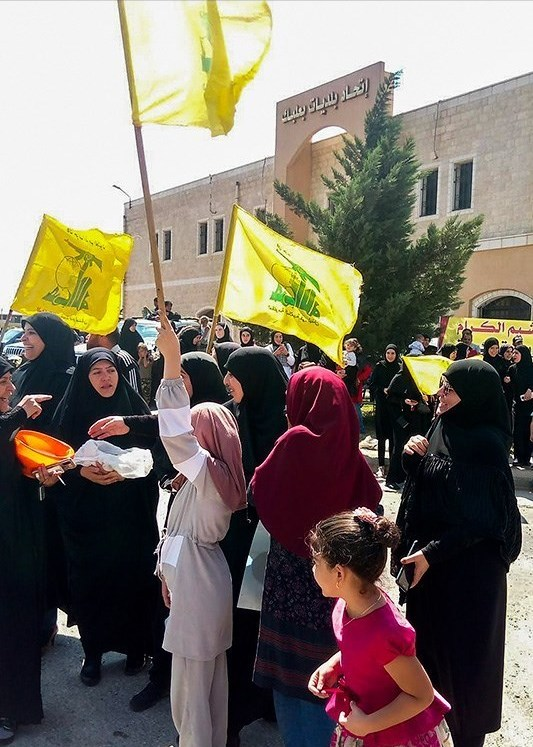
Familles saluant l'arrivée d'une livraison de carburant iranien au Liban en septembre 2021.

Dans le cadre du communautarisme socio-religieux au Liban, particulièrement depuis la guerre de 1975-1990, il est habituel que les partis politiques s'appuient sur des associations caritatives qui remédient dans une certaine mesure à la défaillance de l'État et à la carence du service public dans des secteurs comme la santé ou l'éducation. Le Hezbollah, souvent qualifié d'« État dans l'État », a pris une importance particulière dans ce domaine bien qu'il ne soit qu'un acteur social parmi d'autres.
Le Hezbollah, avant de se constituer en mouvement politico-militaire, s’est présenté comme un « mouvement des déshérités » (harakat al-mahrûîn). Ses fondateurs, Moussa Sader et Mohammad Hussein Fadlallah, mettent l’accent sur la solidarité sociale, visant surtout, mais pas exclusivement, la population chiite pauvre déplacée par la guerre de 1975-1990. La fondation al-Mabarrât, créée en 1978, gère des hôpitaux et dispensaires, des écoles, des orphelinats, des établissements pour les sourds et aveugles, etc. Un bureau des services sociaux est créé en 1983.
La Fondation du martyr (mu’assasat al-chahîd) et la Fondation pour le blessé (mu’assasat al-jarîh) sont créées en 1982 pour soutenir les victimes de la guerre contre Israël. Ces fondations suppléent à un service public largement défaillant : la banlieue sud de Beyrouth, un des principaux foyers d’activité du Hezbollah, n’avait pas un seul hôpital public. S’y ajoutent la Fondation pour le « bon prêt » (mu’assasat al-qard al-hasan), créée en 1982 qui distribue des microcrédits sans intérêt, la Fondation pour l’effort de reconstruction (Jihâd al-binâ) en 1985 et le Comité islamique de santé (al-Hay’a al-sihhiyya al-islâmiyya) en 1988.
Ce réseau est financé en partie par la zakât (impôt religieux), en partie les donations de riches chiites de la diaspora libanaise ou des pays du Golfe, et en partie par l’Iran dont les services sociaux ont souvent servi de modèle. Les ministères et municipalités contrôlés par le Hezbollah fournissent aussi des ressources non négligeables. Après une phase de forte activité associative à la fin de la guerre civile libanaise, le Hezbollah fait de plus en plus appel aux entreprises privées pour la construction, l’adduction d’eau, etc., tout en mobilisant des mouvements collectifs pour réclamer des financements d’Etat.

## Système scolaire

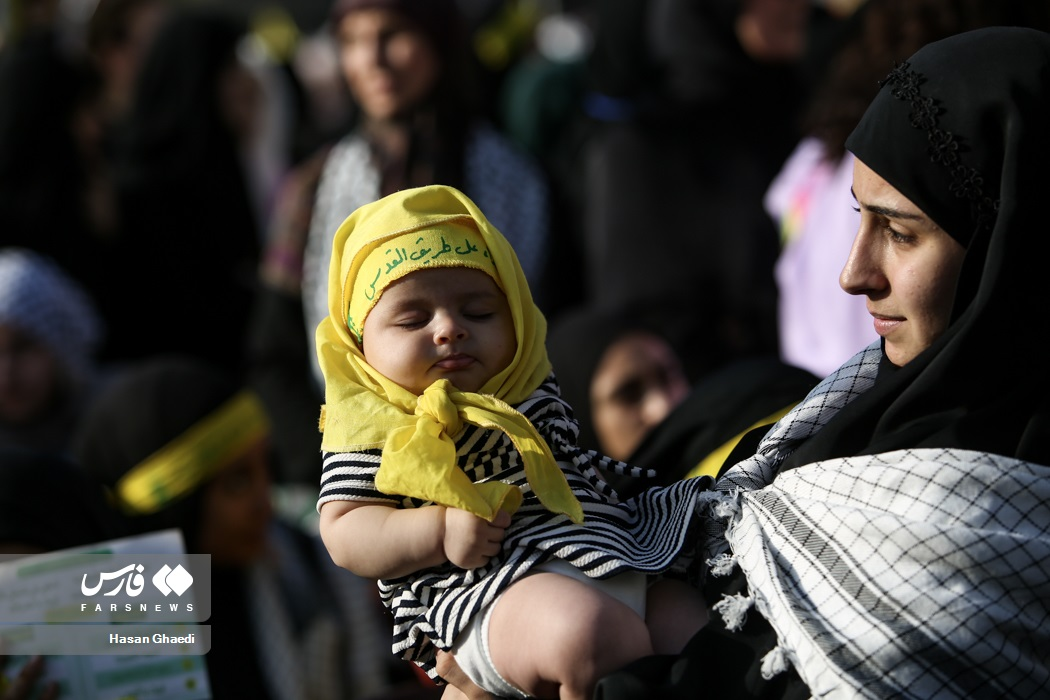
Fillette coiffée d'un foulard du Hezbollah pendant un discours de Hassan Nasrallah, Beyrouth, novembre 2023.

Le secteur scolaire est aussi un de ceux où le Hezbollah a beaucoup investi. L’association Al-Mahdî, créée en 1993 et qui dépend directement du parti, gérait 15 écoles en 2008 : 7 dans le Sud, 4 dans la Bekaa, 3 dans la banlieue sud de Beyrouth où elle a son siège à Ouzaï, pour 14 000 élèves  au total, et une hors du Liban, à Qom en Iran. Le message religieux et idéologique y tient une grande place : filles voilées dès l’âge de 9 ans, célébration des fêtes chiites, images, spectacles scolaires et manuels, notamment d’histoire, relayant les principes du mouvement. Les frais de scolarité, relativement élevés (400 à 500 dollars pour une école de campagne, 1 000  à 1 200  pour le lycée Al-Chahîd de Beyrouth, le plus prestigieux) visent plutôt la classe moyenne que les milieux modestes ; cependant, les enfants de martyrs peuvent être pris en charge par le fonds social du mouvement.
L’activité d’Al-Mahdî est à la fois complémentaire et concurrente de celle d’autres fondations chiites, la Fondation Sadr créée par Moussa Sader, al-Mabarrât qui dépend de Mohammad Hussein Fadlallah, al-Imdâd créée par le maire Hezbollah de Khiam, ou d’autres écoles chiites fondées par certains cadres du mouvement. Les écoles al-Mustafâ, créées à partir de 1974 pour la formation des clercs, sont plus élitistes et ont un niveau comparable à celui des meilleures écoles catholiques. Au total, le réseau du Hezbollah fournit des services, notamment des manuels de religion, à environ 500 écoles.

## Scoutisme
L'encadrement de la jeunesse par les écoles al-Mahdî et le mouvement scout du même nom joue un grand rôle dans l'assise sociale du mouvement. L'association des scouts al-Mahdî, fondée en 1985, comptait, en 2005, 24 452 garçons et 21 289 filles; elle aurait augmenté jusqu'à 60 000 après 2006. Elle est reconnue par la fédération libanaise du scoutisme, mais pas par la fédération mondiale. Elle met l'accent sur l'éducation religieuse et patriotique tout en niant être un groupe paramilitaire. Les groupes scouts al-Mahdî sont associés aux manifestations religieuses et politiques, Achoura, Ramadan, Jour de la Résistance et de la Libération (en) (25 mai), etc. Les filles portent le voile à partir de 9 ans et, à la différence d'autres groupes scouts, l'association al-Mahdî refuse les activités mixtes. Il existe une certaine rivalité entre ce mouvement et celui des scouts al-Risâla, lié à l'autre grand parti chiite, Amal.

## Jihad al-Bina et la reconstruction des quartiers sud de Beyrouth

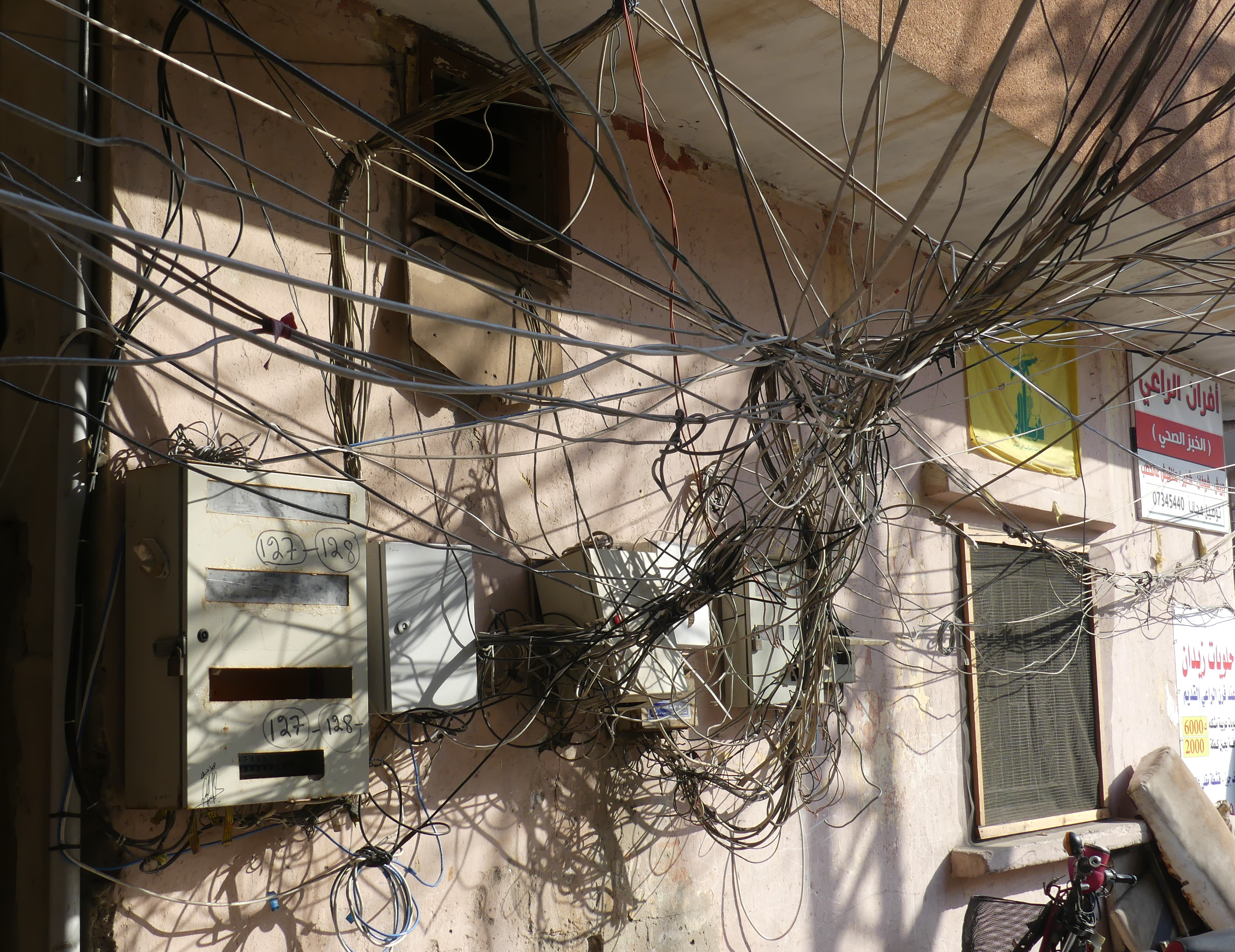
Câblage électrique et affiche du Hezbollah dans un immeuble de Tyr en novembre 2019.

Après conflit israélo-libanais de 2006, le Hezbollah s’efforce de prendre en main la reconstruction des quartiers sud de Beyrouth, durement touchés par les bombardements israéliens. La fondation Wa’d (la Promesse), créée en novembre 1996, tente d’imposer son plan : maintenir sur place, avec une densité de peuplement élevée, les populations chiites pauvres, favorables au Hezbollah, et attribuer les fonds de reconstruction à Jihad al-Bina (en) , l’entreprise de construction du mouvement ; le gouvernement avait proposé son propre plan d’urbanisme mais a dû y renoncer et se contente d’offrir des indemnités aux habitants. 
Jihad al-Bina a entrepris son programme de reconstruction depuis 1988 avec plus de 3 000 volontaires dont 650 ingénieurs. Les principales étapes sont l'évaluation des dommages en vue d'établir un plan de réhabilitation, le déblaiement des décombres et la remise en état des routes, le paiement d'un an de loyer aux habitants désireux de se réinstaller, puis la reconstruction des habitats en coopération avec le gouvernement libanais et des entreprises privées, et enfin le versement d'une indemnité correspondant à la différence entre l'aide d'État et les besoins des habitants. Le plan comprend aussi la construction de réservoirs d'eau potable.
Le gouvernement et les entreprises privées hésitent à coopérer avec Jihad al-Bina par crainte de sanctions des États-Unis qui ont inscrit le Hezbollah sur la liste des organisations terroristes ; le programme de Wa’d est aussi concurrencé par des financements venus du Qatar, monarchie sunnite mais qui essaie de détourner du Hezbollah la population chiite. Enfin, Wa'd se heurte à une certaine obstruction du clergé chrétien, propriétaire d’une grande partie des terrains de la banlieue sud de Beyrouth (33% appartiennent au patriarcat grec orthodoxe, 17% au patriarcat maronite) et peu disposé à favoriser le parti chiite.

## Développement rural et environnemental

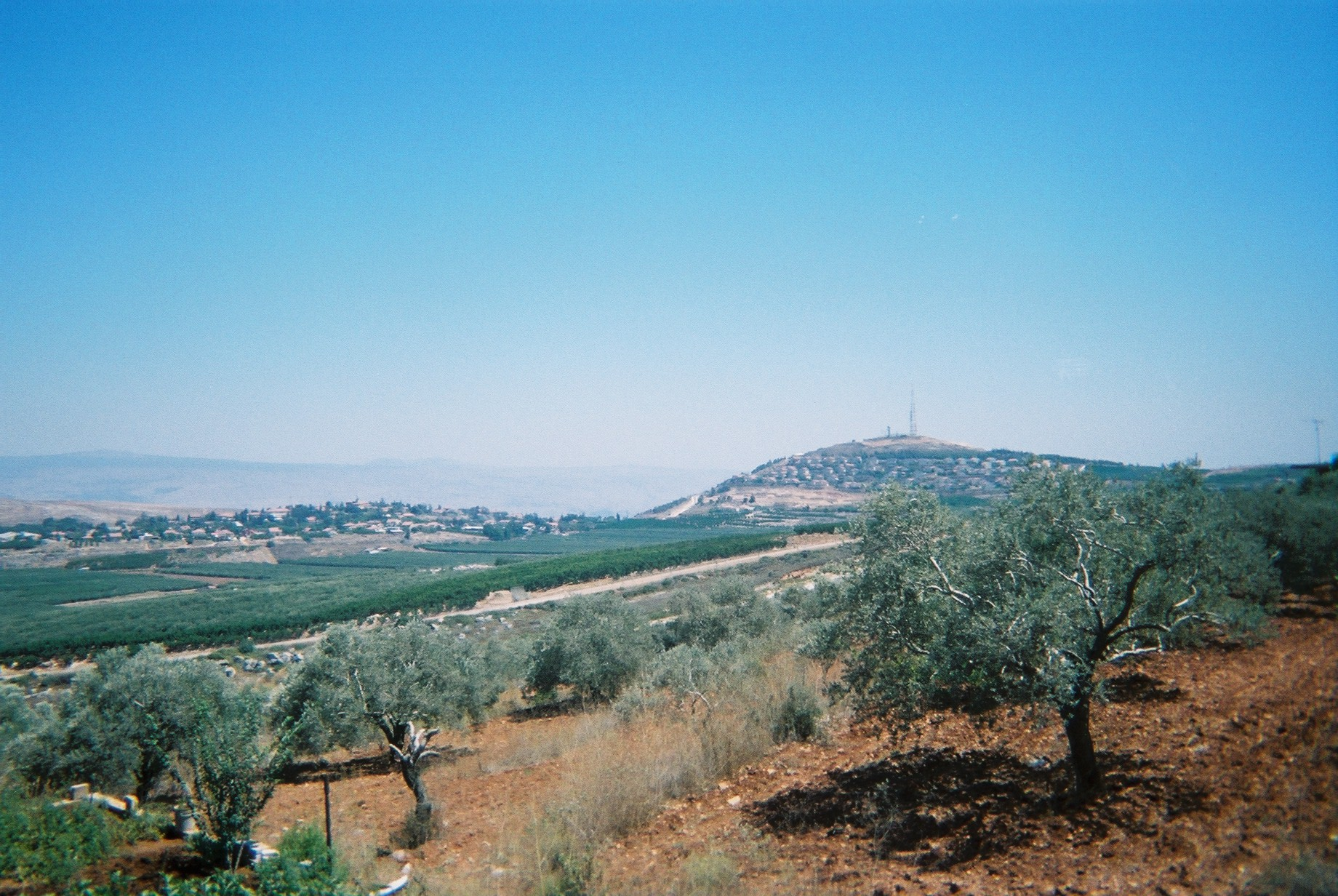
La frontière israélo-libanaise vue du versant libanais ; en arrière-plan, un avant-poste israélien, octobre 2007.

Le programme de Jihad al-Bina, en coopération avec d'autres associations proches du Hezbollah, comprend le développement rural des régions du Sud. Elle déclare organiser chaque année la vaccination  de 115 000 animaux (en). Jihad al-Bina est financé par l'Iran et par le ministère libanais de l'Agriculture, tenu à peu près en permanence par des membres du Hezbollah ou du parti allié Amal. L'association est aussi aidée par la Syrie qui lui a envoyé plusieurs centaines de milliers de plants d'arbres fruitiers ou forestiers. L'association « Green without Borders », liée au Hezbollah, travaille à la protection de l'environnement, au reboisement et à la prévention des incendies de forêt. Cependant, les Israéliens reprochent au Hezbollah d'utiliser ces activités comme couverture de ses préparatifs militaires contre Israël, par exemple en plantant des arbres pour masquer les caméras de surveillance israéliennes,.